# 1½ rubla – 10 złotych (1835–1836)
1½ rubla – 10 złotych (1835–1836) – dwunominałowa moneta okolicznościowa o wartości 1½ rubla i jednocześnie dziesięciu złotych, zwana również rublem familijnym. Moneta była bita w mennicy w Petersburgu, z datą 1835 lub 1836, w srebrze, według rosyjskiego systemu wagowego – zołotnikowego, opartego na funcie rosyjskim.

## Awers
Na tej stronie umieszczono głowę cara Aleksandra I z prawego profilu, pod nią napis „Р.П.УТКИНЪ”, albo tylko w roczniku 1836 „П.У.”, ewentualnie bez napisu, z lewej strony otokowo „1½ РУБЛЯ.”, z prawej strony, również otokowo „10 ZŁOTYCH”, po nim rok 1835 lub 1836 i na końcu kropka.

## Rewers
Na tej stronie znajdują się w środkowym kole głowa carycy Aleksandry Fiodorowny, na około w kołach głowy wielkich książąt: Aleksandra, Marii, Olgi, Konstantego, Mikołaja, Michała i Aleksandry. W roczniku 1835, na dole, umieszczono napis małymi literami „Р.П.УТКИНЪ”.

## Opis
Monetę bito w Petersburgu, w srebrze próby 868, na krążku o średnicy 40 mm, masie 31,1 grama, z rantem ząbkowanym.
Nakłady, stopień rzadkości poszczególnych roczników i odmian monet przedstawiono w tabeli:
| Rocznik                              | Napis na awersie | Napis na rewersie | Nakład   | Stopień rzadkości | Szacowana liczba egzemplarzy | Zdjęcie |
| ------------------------------------ | ---------------- | ----------------- | -------- | ----------------- | ---------------------------- | ------- |
| 1½ rubla – 10 złotych 1835 familijny | Р.П.УТКИНЪ       | Р.П.УТКИНЪ        | 36 szt.  | R8                | 2–3                          |         |
| 1½ rubla – 10 złotych 1836 familijny | Р.П.УТКИНЪ       |                   | 50 szt.  | R7                | 4–6                          |         |
| 1½ rubla – 10 złotych 1836 familijny | П.У.             |                   | 150 szt. | R7                | 4–6                          |         |
| 1½ rubla – 10 złotych 1836 familijny |                  |                   | nieznany | R8                | 2–3                          |         |

Istnieją również jednostronne odbitki awersu rocznika 1836, wybite w nakładzie 10 sztuk.
Moneta w numizmatyce rosyjskiej zaliczana jest do kategorii monet Mikołaja I.
Moneta na rynku kolekcjonerskim osiąga najwyższe ceny ze wszystkich monet zaliczanych do numizmatyki polskiej. W pierwszym dwudziestoleciu XXI w. egzemplarz rocznika 1835 osiągnął na aukcji cenę przekraczającą 4 000 000 PLN.

## Rys historyczny
Moneta powstała na wzór talara z 1828 r. wybitego przez króla Ludwika I Bawarskiego, polecającego opiece niebios królewską rodzinę uwiecznioną na rewersie w postaci małych, indywidualnych portretów.
Talar ten zainspirował przebywającego w Baden-Baden jednego z rosyjskich książąt krwi, który po powrocie do Petersburga przedstawił swój pomysł ministrowi skarbu hrabiemu Kankrinowi. Obydwaj postanowili uczcić w 1835 r. urodziny cara Mikołaja I poprzez wybicie monety okolicznościowej.
Do emisji wytypowano największe stosowane wtedy krążki mennicze, którymi były te wykorzystywane do polsko-rosyjskich monet 1½ rubla – 10-złotych. Zatrudniono medaliera Pawła Utkina. W dniu urodzin Mikołaj I otrzymał w prezencie partię 36 sztuk numizmatów z wizerunkami cesarskiej rodziny, otoczonych portretami nieletnich wielkich książąt i księżniczek.
Zaskoczenie było pełne, ale spotkano się z mieszanymi reakcjami rodziny carskiej. Cesarzowa była bardzo niezadowolona, że na monecie wyglądała starzej niż własna matka. W wyniku wydanych poleceń na kolejne urodziny w 1836 roku car Mikołaj otrzymał partię stu poprawionych monet – tym razem wszyscy byli usatysfakcjonowani.
Moneta była rozdawana w formie cesarskich prezentów.